# Dorel Zamfir
Dorel Zamfir (n. 30 septembrie 1961, Vișeu de Sus, România – d. 6 octombrie 2023) a fost un fotbalist român care a jucat ca mijlocaș dreapta.

## Cariera de club
Zamfir s-a născut la 30 septembrie 1961 în Vișeu de Sus, județul Maramureș, dar când avea două luni, părinții s-au stabilit în orașul Constanța. A început să joace fotbal la vârsta de 7 ani, la centrul de tineret al lui FC Constanța unde a lucrat cu antrenorul Iosif Bükössy, debutând la echipa de seniori când a jucat un meci complet la vârsta de 15 ani, cinci luni și 16 zile pe 16 martie 1977, sub antrenorul Gheorghe Ola, într-un meci de acasă în Divizia A, care s-a încheiat cu o înfrângere cu 1-0 împotriva Steaua București. La începutul anului 1980, a plecat să joace la Dinamo București, echipă cu care a câștigat Dubla în sezonul 1981–82, fiind folosit de antrenorul Valentin Stănescu în 9 meciuri de ligă, jucând și singurul său meci într-o competiție europeană, o victorie cu 3–0 împotriva Levski Sofia în Cupa UEFA 1981–82. În 1982 a jucat la rivala lui Dinamo București, Steaua București, după care a plecat să joace șase sezoane la Argeș Pitești. În următorii ani de carieră, Zamfir a mers să joace la Gloria Bistrița, având și câteva experiențe jucând în străinătate în Turcia și Israel, încheindu-și cariera de jucător-antrenor la Flacăra Moreni.

## Cariera internațională
Zamfir a reprezentat România U20 la Campionatul Mondial de Tineret din Australia din 1981, jucând cinci meciuri în care a marcat un gol în faza grupelor cu 1–1 îmmpotriva Braziliei, ajutând echipa să termine turneul pe poziția a 3-a, câștigând medalia de bronz. Duppă turneu, Zamfir a decis să rămână în Australia, la acea vreme deeezertarea din Republica Socialistă România fiind ilegală, dar s-a întors de bunăvoie în țară.

## Moarte
Zamfir a murit pe 6 octombrie 2023, la vârsta de 62 de ani.

## Onoruri
Dinamo București
- Divizia A: 1981–82[22]
- Cupa României: 1981–82[23]